# Ciclone Elita

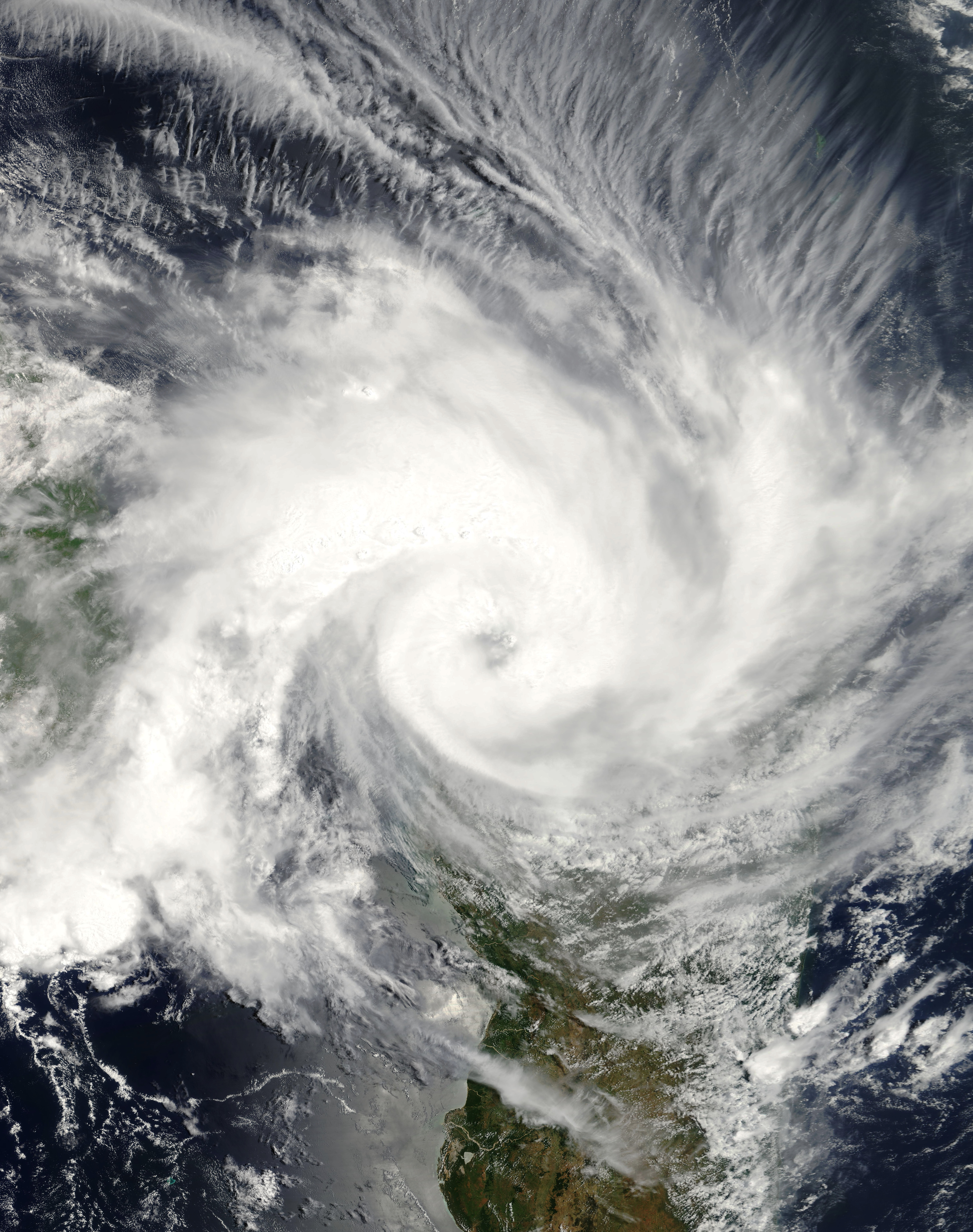

O ciclone Elita foi um ciclone tropical incomum que fez landfall em Madagascar três vezes. O fenômeno foi a quinta tempestade nomeada da temporada de ciclones do Oceano Índico de 2003-04. Elita se desenvolveu no Canal de Moçambique em 24 de janeiro de 2004 e se fortaleceu para se tornar um ciclone tropical antes de atingir o noroeste de Madagascar em 28 de janeiro.

## História meteorológica
Uma área de tempestade se desenvolveu no Canal de Moçambique em 25 de janeiro de 2004, cerca de 95 quilômetros a oeste de Madagascar. Um convecção profunda se desenvolveu e se organizou em torno de uma área de circulação de nível médio a baixo, às 06:00 UTC em 26 de janeiro, a Météo-France (MFR) classificou o sistema como "Perturbação tropical 06", cerca de 105 km a oeste de Maintirano, em Madagascar. Seis horas depois, ele foi atualizado para Depressão Tropical 06, e, naquele mesmo dia, a depressão foi batizada de Elita. Ao mesmo tempo, o Joint Typhoon Warning Centro (JTWC) começou a emitir avisos sobre o ciclone. Reforço no início foi lento, devido ao cisalhamento do vento moderado limitar a convecção para a porção norte do ciclone.  Inicialmente, a tempestade seguiu um movimento incomum para o norte em direção ao equador, que foi causada por uma crista a oeste.